# پروپاگاندا فیلمز
پروپاگاندا فیلمز (انگلیسی: Propaganda Films)، یک شرکت آمریکایی بود که در زمینه تولید نماهنگ و فیلم‌سازی فعالیت می‌کرد. این شرکت در سال ۱۹۸۶ توسط دیوید فینچر، دامینیک سینا و استیو گولین به وجود آمد. تا اوایل دهه نود میلادی، پروپاگاندا فیلمز تقریباً یک سوم موزیک ویدئوهای ساخته شده در آمریکا را تولید می‌کرد.